# Pimpla oaxacana
Pimpla oaxacana (лат.) — вид ихневмоноидных наездников рода пимплы из подсемейства Pimplinae (Ichneumonidae, Hymenoptera). Вид назван в честь типового местонахождения в Мексике (Oaxaca).

## Распространение
Мексика (штат Оахака, Cuilapam).

## Описание
Длина переднего крыла 9,4 мм. Перепончатокрылые насекомые-ихневмониды, которые от близких мексиканских видов с чёрными тергитами и бледной полосой сзади (P. albomarginata, P. carlosi и P. xalapana) более коротким скуловым пространством, более коротким первым тергитом, чёрным усиком антенны и средними и задними коксами. Вид был впервые описан в 2021 году энтомологами из мексиканского университета штата Тамаулипас Universidad Autónoma de Tamaulipas, Андреем Халаимом и E. Ruíz-Cancino.
Окраска тела. Преимущественно чёрный вид. Голова с антенной, мандибулами и ротовыми частями чёрная; боковые углы наличника красноватые. Мезосома чёрная, переднеспинка белая вентрально и с узкой белой полосой по дорсальному краю, мезоплевры с субалярным выступом апикально беловатые, щитик с задними 0,3 белыми, заднещитик полностью белый. Тегула черноватая, по периферии бледная и с крайним задним углом беловатая. Крылья слегка желтоватые. Жилки светло-коричневые до коричневых. Птеростигма коричневато-чёрная с маленьким белым пятном базально и коричневатым пятном апикально. Все тазики и трохантеры чёрные; передний трохантер беловатый на передней стороне, задний трохантел красноватый апикально. Все бёдра тёмно-красные, переднее бедро с незаметными оранжевыми отметинами, заднее бедро апикально узко чёрное. Передние и средние голени желтовато-оранжевые с инфузориями на внешней поверхности. Задние голени чёрные, слегка красноватые на внутренней поверхности. Передние и средние лапки красноватые. Задние лапки чёрные, коготки от тёмно-красных до чёрных. Метасома чёрная, тергиты 1—4 с жёлтой задней полосой, тергиты 5—7 также жёлто-полосатые сзади, но полосы становятся более узкими на задних тергитах. Стерниты в основном черноватые, по краям и периферии беловатые. Ножны яйцеклада чёрные.